# San Marino ai Giochi della XXX Olimpiade
San Marino ha partecipato ai Giochi della XXX Olimpiade di Londra, che si sono svolti dal 27 luglio al 12 agosto 2012, con una delegazione di 4 atleti.

## Atletica leggera
San Marino ha ricevuto una wild card.
100 m piani, gare femminili
| Atleta           | Gara  | Batterie | Batterie | Quarti | Quarti | Semifinali | Semifinali | Finale | Finale |
| Atleta           | Gara  | Tempo    | Pos.     | Tempo  | Pos.   | Tempo      | Pos.       | Tempo  | Pos.   |
| ---------------- | ----- | -------- | -------- | ------ | ------ | ---------- | ---------- | ------ | ------ |
| Martina Pretelli | 100 m | 12"41    | 3°       |        |        |            |            |        |        |

## Nuoto
San Marino ha ricevuto una wild card.
Femminile
| Atleta      | Gara               | Batterie | Batterie | Semifinali | Semifinali | Finale | Finale |
| Atleta      | Gara               | Tempo    | Pos.     | Tempo      | Pos.       | Tempo  | Pos.   |
| ----------- | ------------------ | -------- | -------- | ---------- | ---------- | ------ | ------ |
| Clelia Tini | 100 m stile libero | 58.29    | 8°       |            |            |        |        |

## Tiro a segno/a volo[4]
Femminile
| Atleta             | Gara | Qualificazione | Qualificazione | Finale    | Finale              |
| Atleta             | Gara | Punteggio      | Classifica     | Punteggio | Classifica          |
| ------------------ | ---- | -------------- | -------------- | --------- | ------------------- |
| Alessandra Perilli | Trap | 71             | 5°             | 93        | 4° (dopo shoot-off) |

## Tiro con l'arco
San Marino ha ricevuto una wild card.
| Atleta         | Gara                 | Round di qualificazione | Round di qualificazione | 64-esimi             | 32-esimi             | 16-esimi             | Quarti               | Semifinali           | Finale               |
| Atleta         | Gara                 | Punteggio               | Seed                    | Avversario Punteggio | Avversario Punteggio | Avversario Punteggio | Avversario Punteggio | Avversario Punteggio | Avversario Punteggio |
| -------------- | -------------------- | ----------------------- | ----------------------- | -------------------- | -------------------- | -------------------- | -------------------- | -------------------- | -------------------- |
| Emanuele Guidi | Individuale maschile | 589                     | 64                      | #1 Im Dong-hyun 0-6  | -                    | -                    | -                    | -                    | -                    |